# Jan Blaha
Jan Blaha (* 12. März 1938 in Brünn; † 13. Dezember 2012 ebenda) war ein tschechischer Geistlicher. Er war römisch-katholischer, mit päpstlicher Erlaubnis geweihter Geheimbischof der tschechischen Untergrundkirche.

## Leben
Jan Blaha, ein ausgebildeter Chemieingenieur, empfing zur Zeit der Untergrundkirche während der kommunistischen Zeit am 12. Juli 1967 in Augsburg die Priesterweihe durch den Augsburger Bischof Josef Stimpfle. Der Geheimbischof in der Tschechoslowakei, Peter Dubovský SJ, spendete ihm am 28. Oktober desselben Jahres die Bischofsweihe in der Nähe von Prag, ebenfalls im Untergrund. Blaha wirkte als Priester im Untergrund, vornehmlich im Bistum Königgrätz; 1999 wurde er Pfarrvikar in der Pfarrei Unbefleckte Empfängnis der Jungfrau Maria in Brünn-Křenová.
Nur einen Tag nach seiner Weihe konsekrierte er den Geheimbischof Felix Maria Davídek; diese Weihe wurde jedoch seitens des Vatikans – wie alle Weihen im Untergrund – als zweifelhaft gültig bezeichnet und ist in ihrer Gültigkeit bis heute umstritten.
Blaha engagierte sich 1989 nach der Samtenen Revolution in der Tschechoslowakei für eine Eingliederung der tschechoslowakischen Untergrundpriester und -bischöfe in die offizielle römisch-katholische Kirche, was ihm aber nicht gelang.